# Sagamihara
Sagamihara (相模原市, Sagamihara-shi) est une ville de la préfecture de Kanagawa, au Japon.

## Géographie

### Situation
Sagamihara est située dans le nord-ouest de la préfecture de Kanagawa. Elle est limitrophe de Tokyo et de la préfecture de Yamanashi. La majorité des habitations se concentrent dans la partie est de la ville, l'ouest étant montagneux.

### Municipalités limitrophes
| Hinohara           | Hachiōji       | Machida      |
| Uenohara, Dōshi    | Sagamihara     | Machida      |
| Yamakita, Kiyokawa | Aikawa, Atsugi | Zama, Yamato |

### Divisions administratives

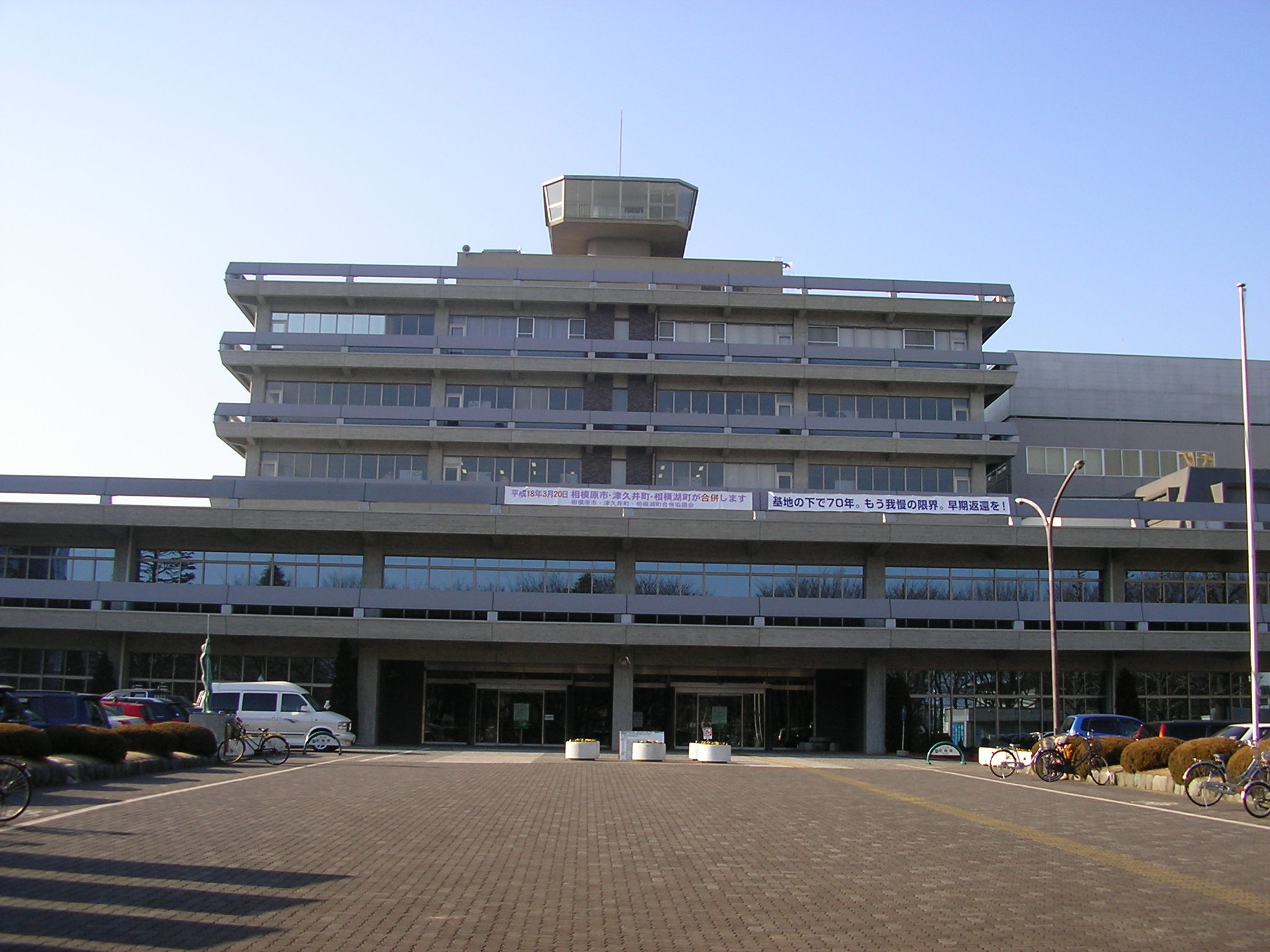
Administration de la ville de Sagamihara.

Sagamihara est divisée en trois arrondissements depuis 2010 :
- Chūō-ku,
- Midori-ku,
- Minami-ku.

### Démographie
Sagamihara est la troisième ville la plus peuplée de la préfecture de Kanagawa et la cinquième la plus peuplée de la banlieue du Grand Tokyo. Au 1er février 2025, la population de Sagamihara s'élevait à 722 583 habitants, répartis sur une superficie de 328,91 km2.

### Hydrographie
La ville est traversée par le fleuve Sagami du nord-ouest au sud-est. Le lac Sagami se trouve au nord-ouest de Sagamihara.

### Climat
Sagamihara a un climat subtropical humide caractérisé par des étés chauds et des hivers frais avec peu ou pas de chutes de neige. La température moyenne annuelle est de 12,6 °C. La pluviométrie annuelle moyenne est de 1 906 mm, septembre étant le mois le plus humide.

## Histoire
La ville a été fondée le 20 novembre 1954. Durant les grandes fusions municipales de l'ère Heisei, Sagamihara triple sa superficie en absorbant les bourgs de Sagamiko et Tsukui (ja) le 20 mars 2006 et ceux de Fujino (ja) et Shiroyama (en) le 11 mars 2007. Le 1er avril 2003, la ville est promu au rang de ville noyau. Le 1er avril 2010, Sagamihara obtient le statut de ville désignée et est divisée en trois arrondissements, ceux de Minami, Chūō et Midori.
Le 26 juillet 2016 s'y est déroulé le massacre de Sagamihara ayant fait 19 morts et 25 blessés, l'attaque au couteau la plus meurtrière depuis 1945 au Japon.

## Économie
Sagamihara est une ville industrielle où l'on produit principalement des produits chimiques, des appareils électroniques, des conserves et autres produits métalliques.
La base militaire américaine de Camp Zama (en) se situe à Sagamihara et Zama.

## Transports
Sagamihara est desservie par plusieurs lignes ferroviaires :
- lignes Chūō, Sagami et Yokohama de la compagnie JR East,
- lignes Odawara et Enoshima de la compagnie Odakyū,
- ligne Sagamihara de la compagnie Keiō.

Les gares de Hashimoto et Sagami-Ōno sont les principales gares de la ville.

## Jumelages
Sagamihara est jumelée avec :
- Toronto (Canada) ;
- Trail (Colombie-Britannique) (Canada) ;
- Wuxi (Chine).

## Symboles municipaux
Les symboles de la ville sont le zelkova du Japon, l'hortensia et l'alouette. La couleur de la ville est le vert.